# Lean startup
Lean startup é um conjunto de processos usados por empreendedores para desenvolver produtos e mercados, combinando Desenvolvimento ágil de software, desenvolvimento de clientela (Customer Development) e plataformas existentes de software (usualmente FOSS). O conceito foi introduzido por Eric Ries.
A iniciativa lean startup defende a criação de protótipos rápidos, projetados para validar suposições de mercado, e usa feedback dos clientes para desenvolvê-los muito mais rapidamente do que através de práticas de desenvolvimento de software mais tradicionais, como o Modelo em cascata (Waterfall). Não é incomum ver lean startups colocando um novo código em produção várias vezes por dia, usando práticas conhecidas como continuous deployment.
Lean startup é às vezes descrito como o "pensamento enxuto" (lean thinking) aplicado ao processo empreendedor. Um princípio central no pensamento enxuto é reduzir o desperdício. Os processos de lean startup usam o desenvolvimento de clientela para reduzir o desperdício, incrementando a frequência de contato com clientes reais e assim validando ou eliminando, o mais cedo possível, suposições incorretas sobre mercado. Esta abordagem se propõe a melhorar as táticas empreendedoras, reduzindo o trabalho, o custo de validar suposições sobre o mercado e o tempo necessário ao negócio para encontrar tração de mercado. É referida como "Produto Minimamente Viável" (Minimum Viable Product ou MVP).
Em desenvolvimento de produto, o MVP é uma estratégia usada para testes quantitativos e rápidos do mercado de um produto ou das características de um produto, popularizada por Eric Ries, para aplicações web.
Lean startup se baseia fortemente no processo de Customer Development, descrito no livro The Four Steps to the Epiphany, de Steven Gary Blank, e não se aplica apenas a empresas de tecnologia. A ideia de falhar cedo e aprender rápido pode beneficiar qualquer indústria.

## História
Eric Ries desenvolveu a ideia de Lean Startup de suas experiências como conselheiro, empregado e fundador de startups. A sua primeira startup, Catalyst Recruiting, falhou porque eles não entenderam as necessidades dos seus consumidores alvo e porque eles focaram tempo e energia demais no lançamento do produto inicial. Depois da Catalyst, Ries trabalhou como engenheiro de software sênior na There, Inc. Ries descreve a There, Inc. como um exemplo clássico de uma startup do Vale do Silício com cinco anos de discrição em P&D, 40 milhões de dólares de financiamento e aproximadamente 200 empregados no momento de lançamento do produto. Em 2003, a There, Inc. lançou seu produto, o There.com, mas eles não foram capazes de angariar popularidade além dos early adopters. Ries afirma que apesar das muitas causas para o fracasso, o erro mais importante foi que “a visão da empresa era quase concreta demais”, fazendo com que fosse impossível ver que o produto deles não representava a demanda dos consumidores com precisão.
Embora o dinheiro perdido diferiu em ordens de magnitude, as falhas da There, Inc. e da Catalyst Recruiting compartilhavam de origens similares, com Ries afirmando que "era como se você estivesse trabalhando a frente da tecnologia ao invés de trabalhar atrás dos resultados de negócios que você está tentando alcançar." Ries começou a desenvolver a filosofia de lean startup a partir destas experiências, e outras, observadas por ter trabalhado no mundo empresarial de alta tecnologia.

## Descrição

### Origens
A filosofia da lean startup é baseada na lean manufacturing, que pode ser traduzido como "manufatura enxuta", a filosofia de produção otimizada desenvolvida na década de 1980 pelos fabricantes de automóveis japoneses. O sistema de manufatura enxuta considera o gasto de recursos para qualquer outro objetivo que não a criação de valor para o cliente final como um desperdício, e portanto, um alvo para a eliminação. Em particular, o sistema concentra-se em estrategicamente colocar pequenas pilhas de inventário, conhecidas como kanban, ao longo da linha de montagem, em oposição a armazenar o estoque completo num armazém centralizado. Estes kanbans fornecem aos trabalhadores de produção as entradas necessárias para produzir a medida que os necessitam, e assim, reduzir o desperdício e aumentar a produtividade. Além disso, postos de controle de qualidade imediatos podem identificar erros ou imperfeições durante a montagem o mais cedo possível para garantir que a menor quantidade de tempo é gasto desenvolvendo um produto com defeito. Um outro foco primário do sistema de gestão enxuta é a de manter ligações estreitas com os fornecedores, a fim de compreender os desejos de seus consumidores.
Em 2008, Ries seguiu o conselho de seus mentores e desenvolveu o conceito de lean startup usando suas experiências pessoais para adaptar os princípios de gerenciamento enxuto para o mundo de alta tecnologia das startups. Em setembro de 2008, Ries foi o primeiro a criar o termo no seu blog, Startups Lessons Learned, em uma postagem chamada "A startup enxuta".

### Lean startup
Similar aos preceitos do gerenciamento enxuto, a filosofia de lean startup de Ries pretende eliminar práticas de desperdício e aumentar práticas de produção de valor durante a fase de desenvolvimento do produto, para que as startups possam ter melhores chances de sucesso sem necessitar de grandes quantidades de financiamento externo, planos de negócios elaborados ou o produto perfeito. Ries acredita que o feedback do consumidor durante o desenvolvimento do produto é parte integrante do processo de lean  startup e garante que o produtor não invista tempo projetando recursos ou serviços que o consumidor não necessita ou não fará uso no primeiro momento. Isto é feito primariamente através de dois processos, utilizando indicadores chaves de desempenho e um processo de implementação contínua. Já que startups tipicamente não podem se dar ao luxo de ter todo seu investimento dependendo do sucesso de um único lançamento do produto, Ries defende que, ao lançar um produto minimamente viável - MVP - (não finalizado), a empresa pode então fazer uso do feedback do cliente para adaptar seus produtos às necessidades específicas de seus consumidores.
A filosofia de lean startup leva startups baseadas na web ou em tecnologia para longe da ideologia de seus antecessores da era ponto-com, a fim de atingir o custo-benefício de produção através de construção mínima do produto e aferição das percepções do consumidor. Ries afirma que "(lean startup) não tem nada a ver com quanto dinheiro a empresa levanta", e sim com a avaliação das demandas específicas dos consumidores e como atender a essa demanda usando a menor quantidade de recursos possíveis )(tempo e dinheiro).

## Definições
Em seu blog e livro, Ries usa uma terminologia específica sobre os princípios de uma lean startup.

### Circuito de Reação: Construir - Medir - Aprender
O autor estabelece um circuito em três fases distintas. Na primeira fase, a qual Eric Ries chama de CONSTRUIR, cabe à empresa a construção do produto (ver: Produto minimamente viável). Após a elaboração desse produto e depois de sua apresentação aos clientes, a empresa pode MEDIR (2.ª fase) se os esforços desenvolvidos estão a conduzir a empresa para verdadeiros progressos ou se a empresa está a regredir ou está presa em métricas de vaidade (ver: Métricas de vaidade). A empresa pode a partir deste momento APRENDER (3.ª fase) com os métricas elaboradas na fase anterior e saber se deve continuar com a implementação do produto ou se será necessário elaborar um Pivô (ver: Pivô) e reiniciar o Circuito de Reação.
Dentro desse ciclo existem dois tipos de feedback, o feedback qualitativo e o feedback quantitativo. O feedback qualitativo é mais simples, pois as pessoas apenas vão lhe dizer se gostam ou não do seu produto/serviço. No entanto, é preciso tomar cuidado com ele porque é muito fácil induzir as respostas das pessoas dependendo de como você pergunta. Já o feedback quantitativo é um pouco mais interessante, é através dele que é possível avaliar quantas pessoas usam o seu produto/serviço, quantas usam ele mais de uma vez por dia, quais recursos são os mais utilizados e etc. Além disso, é através do feedback quantitativo que é possível descobrir se as pessoas realmente acham que o produto tem valor.

### Produto minimamente viável
Um produto minimamente viável (MVP) é a “versão de um novo produto que permite a equipe a coletar a quantidade máxima de aprendizagem validadas sobre clientes com o mínimo esforço.” O objetivo do MPV é testar hipóteses de negócios fundamentais e ajudar os empreendedores a começarem o processo de aprendizagem o mais rápido possível. Como um exemplo, Ries observa que o fundador do Zappos, Nick Swinmum, queria testar a hipótese que os consumidores estavam preparados e dispostos a comprar sapatos online. Ao invés de construir um website e grande banco de dados de calçados, Swinmum abordou lojas locais, tirou fotos de seu inventário, colocou as fotos online, comprou os sapatos das lojas pelo preço completo, e os vendeu diretamente para clientes que compraram os sapatos pelo seu website. Swinmum deduziu que a demanda dos consumidores estava presente, e Zappos iria eventualmente crescer em um negócio de bilhões de dólares baseado no modelo de venda online de sapatos.

### Implantação contínua (Continuous Deployment)
Desenvolvimento contínuo é um processo “onde todo código que é escrito para uma aplicação é imediatamente implantado em produção,” o que resulta em uma redução do tempo de ciclo. Ries afirma que algumas empresas em que ele trabalhou, implantavam novo código em produção com uma frequência de 50 vezes por dia. A frase foi criada por Timothy Fitz, um dos colegas de Ries e engenheiro na IMVU.

### Testes A/B
Teste A/B é um experimento no qual “diferentes versões de um produto são oferecidos aos clientes, ao mesmo tempo.” O objetivo deste teste é observar as mudanças no comportamento entre os dois grupos e medir o impacto de cada versão.

### Métricas de vaidade
Métricas de vaidade são medidas do tipo: usuários cadastrados, downloads e acessos ao website. Elas dão “a imagem mais otimista possível” e não têm necessariamente correlação com os números que realmente importam para o negócio (chamados de métricas acionáveis), como envolvimento, custos de aquisição de usuário, usuários ativos e ultimamente, o lucro.

### Pivô
Um pivô é uma “correção de curso estruturado para testar uma nova hipótese fundamental sobre o produto, estratégia ou motor de crescimento.” Um exemplo notável de empresa que adota o pivô é o Groupon; quando a empresa começou, ela era uma plataforma online de ativismo chamada The Point. Depois de receber quase nenhuma reação, os fundadores abriram um blog Wordpress e lançaram sua primeira promoção de cupom para uma pizzaria localizada no saguão do edifício. Embora eles tenham recebido somente 20 resgates, os fundadores perceberam que a ideia foi significativa, e tinham ajudado pessoas a se coordenarem para uma ação de grupo com sucesso. Três anos depois, o Groupon iria crescer em um negócio de um bilhão de dólares.

## O movimento
Depois de introduzir o conceito no seu blog, Startup Lessons Learned, a filosofia de lean startup de Ries se tornou vastamente popular dentro das startups de tecnologia do Vale do Silício. Ries agora faz parte de vários conselhos para empresas e fundos de investimentos, frequentemente dá entrevistas e faz apresentações sobre lean startups e também criou sua conferência de tecnologia anual chamada de Startup Lessons Learned. Ries viaja constantemente para divulgar a filosofia de Lean Startup em conferências e estima que encontros sobre Lean Startup em cidades ao redor do mundo reúne 20.000 participantes regulares. Até o momento em 2012, existem encontros sobre lean startup em mais de 100 cidades e 17 países. Organizadores terceirizados tem liderado encontros em Chicago, Boston, Austin, Beijing, China, Dublin e Rio de Janeiro, entre outros, muitos dos quais contam com a participação pessoal de Ries, com os encontros de Lean Startup de Nova Iorque atraindo mais de 2.500 membros. Ries sediou o Lean Startup Track no SXSW 2012 com Dave McClure, Steve Blank, Robert Scoble e outras dezenas de empreendedores e investidores.
Várias empresas de alta tecnologia promissoras têm começado a publicamente implantar a filosofia de Lean Startup, incluindo, Intuit, DropBox, Wealthfront, Votizen, Aardvark (engenho de busca) e Grockit. Os princípios da Lean Startup também são ensinados na Harvard Business School e são implementados no governo municipal através do Code for America.
Em adição, o Governo Federal dos Estados Unidos tem começado recentemente a empregar várias ideias do lean startup, criadas por Ries. O Chefe Federal de Informação dos Estados Unidos, Steven VanRoekel, observou que ele está tomando a “abordagem lean startup para o governo.” Ries também tem trabalhado com o antigo e atual Chefe de Tecnologia dos Estados Unidos, Aneesh Chopra e Todd Park, respectivamente, para implementar aspectos do modelo de lean startup no Governo Federal dos Estados Unidos. Em particular, Park notou que em ordem para entender a demanda do consumidor, o Departamento de Serviços de Saúde e Humanos, reconheceu “a necessidade de rapidamente prototificar soluções, envolver os clientes naquelas soluções o mais cedo possível, e então rapidamente e repetidamente iterar sob aquelas soluções baseadas no trabalho com os clientes. Em maio de 2012, Ries e a Casa Branca anunciaram o programa Presidential Innovation Fellows, que junta cidadãos inovadores e oficiais do governo para trabalhar em projetos de alto nível e entregar resultados mensuráveis em seis meses.
Portfolio.com chamou 2011 "o ano da lean startup," e a Fast Company observou que o movimento é “menos sobre como fazer as startups web terem mais sucesso e enriquecer empreendedores e mais sobre a reexaminação fundamental de como trabalhar no nosso mundo cada vez mais rápido e complicado.” Além disso, o The New York Times observou que a Lean Startup é uma “abordagem fresca para a criação de empresas que têm atraído muita atenção nos últimos anos dos empreendedores, tecnologistas e investidores do Vale do Silício."